# Svenskjävel
Svenskjävel är en svensk dramafilm i regi av Ronnie Sandahl. I rollerna ses Bianca Kronlöf, Henrik Rafaelsen och Mona Kristiansen. Filmen spelades in i Oslo sommaren 2013 och hade premiär på svenska och norska biografer i mars 2015.

## Handling
Filmen är ett utvecklingsdrama om "Dino" (Bianca Kronlöf) som anställs som hushållerska i en norsk medelklassfamilj – och hur hennes ankomst under några varma sommarveckor ställer hela tillvaron på sin spets. En berättelse om tre karaktärer som alla kört fast, men som genom att komma samman tvingas välja väg i livet. Filmens tematik kretsar kring maktbalansen mellan arbetsgivare och arbetstagare, man och kvinna, far och dotter, svensk och norrman.
Som bakgrund till filmen anges den (oftast tillfälliga) arbetskraftsutvandring som skett från Sverige till Norge.[källa behövs]

## Om filmen
Svenskjävel har visats i SVT, bland annat i september 2019.

## Rollista
- Bianca Kronlöf – Dino
- Henrik Rafaelsen – Steffen
- Mona Kristiansen – Ida
- Naomi Emelie Christensen Beck – Siri
- Petronella Barker – Marianne
- Adam Lundgren – Anders
- Erik Lennblad – Perry
- Gizem Erdogan – Anisa
- Mia Saarinen – Hanna
- Kyrre Hellum – Frode
- Trine Wiggen – Line
- Anders T. Andersen – Ole
- Anne Ryg – Karin
- Erland Bakker – förläggare
- Andreas Kundler – man i mataffär
- Torbjørn Harr – läkaren
- Håkon Ramstad – Terje
- Mai Lise Rasmussen – Tone

## Mottagande
Under hösten 2014 blev Svenskjävel något av en sensation på internationella filmfestivaler där den vann pris på fyra festivaler i rad: kritikerpriset i Zürich, Gold Hugo i Chicago, Baltic Film Prize i Lübeck och bästa skådespelerska (till Bianca Kronlöf) i Les Arcs. Filmen har sammantaget vunnit ett tiotal internationella filmpriser och utmärkelser.
Filmen berör det förändrade maktförhållandet mellan Sverige och Norge, samtidigt som filmen av somliga kritiker beskrivits som ett triangeldrama. I bland annat Dagens Nyheter beskrevs dessa två spår samspela: "Det skeva maktförhållandet i deras relation blir också en kraftfull beskrivning av situationen för alla dem som i dag tvingas underkasta sig osäkra anställningsförhållanden. Svenskjävel blir därmed inte bara en välkommen uppgörelse med den svenska självbilden utan också en mycket efterlängtad skildring av villkoren för det nya prekariatet."
Även den feministiska aspekten av filmen uppmärksammades av flera kritiker, däribland Aftonbladet som skrev: "Flickor som växer, och tar plats tillsammans. En sorts stillsam girlpower med ett helt eget kraftfält."
När filmen gick upp på svenska och norska biografer i mars 2015 möttes den av mycket goda recensioner. Aftonbladet, Dagens Nyheter, Expressen, Göteborgs-Posten, SVT, Sveriges Radio och TT gav alla filmen fyra av fem. Svenska Dagbladet gav filmen en femma på sin sexgradiga skala. I Norge fick filmen mestadels femmor och ett antal fyror. Återkommande bland kritikernas omdömen var genomgående hyllningar av skådespeleriet, och inte minst den debuterande huvudrollsinnehavaren Bianca Kronlöfs insats. Även utanför Skandinavien mötte filmen goda recensioner, bland annat i Hollywood Reporter. Filmen uppmärksammades även stort i Variety, The Guardian och Washington Post - inte minst för sin skildring av den förändrade maktbalansen mellan Sverige och Norge.
Den negativa kritik som filmen mötte kom från norskt håll där politikern och författaren Marte Michelet kritiserade filmen för att ge en förenklad bild av det norska samhället, och beskyllde även filmen för att inte gynna den norska klasskampen.